# 西莫妮塔·索馬魯加
西莫妮塔·米里婭姆·索馬魯加（義大利語：Simonetta Myriam Sommaruga；1960年5月14日—），前任瑞士聯邦總統、瑞士政治人物、瑞士社會民主黨黨員。

## 生平
索馬魯加的政治生涯始於1981年，她以瑞士社會民主黨黨員身分進入伯爾尼大委員會到1990年，後來於1998年至2005年在克尼茨市政府工作。1999年她首次晉身瑞士國民院，又在2003年當選為伯恩州聯邦院議員。
2010年8月11日，她宣布參選聯邦議會選舉以繼承莫里茨·洛伊恩贝格尔，於9月22日成功當選。
2020年1月1日，索马鲁加就任瑞士联邦委员会主席。12月31日卸任，由副主席居伊·帕姆兰接任。2022年11月，索馬魯加宣布將在2022年底辭去瑞士聯邦委員會職務。

## 外部連結
- Federal Councillor Simonetta Sommaruga

after=伊麗莎白·鮑默-施奈德
| 官衔                            | 官衔                                          | 官衔                      |
| ------------------------------- | --------------------------------------------- | ------------------------- |
| 前任者： 莫里茨·洛伊恩贝格尔    | 瑞士聯邦委員會委員 2010年－2022年             | 現任                      |
| 前任者： 伊夫琳·威德默-施倫普夫 | 瑞士联邦司法警察部部长 2010年－2018年         | 繼任者： 卡琳·凯勒-祖特尔 |
| 前任者： 多麗絲·洛伊特哈德      | 瑞士联邦环境、交通、能源与通讯部部长 2019年－ | 現任                      |
| 前任者： 迪迪埃·伯克哈爾特      | 瑞士聯邦副總統 2014年 2019年                  | 繼任者： 約翰·施奈德-阿曼 |
| 前任者： 于利·毛雷爾            | 瑞士聯邦副總統 2014年 2019年                  | 現任                      |
| 前任者： 迪迪埃·伯克哈爾特      | 瑞士聯邦總統 2015年                           | 繼任者： 約翰·施奈德-阿曼 |